# La Folletière
La Folletière ist eine Commune déléguée in der französischen Gemeinde Saint Martin de l’If mit 85 Einwohnern (Stand: 1. Januar 2018) im Département Seine-Maritime in der Region Normandie. 
Mit Wirkung vom 1. Januar 2016 wurde La Folletière mit den früheren Gemeinde Fréville, Betteville und Mont-de-l’If zu einer Commune nouvelle mit dem Namen Saint Martin de l’If fusioniert. Sie hat seither den Status einer Commune déléguée. Die Gemeinde La Folletière gehörte zum Arrondissement Rouen und zum Kanton Notre-Dame-de-Bondeville (bis 2015: Kanton Pavilly).

## Geografie
La Folletière liegt etwa 27 Kilometer nordwestlich von Rouen. 

## Bevölkerungsentwicklung
| 1962                       | 1968 | 1975 | 1982 | 1990 | 1999 | 2006 | 2012 | 2018 |
| -------------------------- | ---- | ---- | ---- | ---- | ---- | ---- | ---- | ---- |
| 52                         | 53   | 42   | 47   | 52   | 56   | 68   | 71   | 85   |
| Quellen: Cassini und INSEE |      |      |      |      |      |      |      |      |

## Sehenswürdigkeiten
Die frühere Kirche aus dem 16. Jahrhundert ist 1828 abgerissen worden.